# Bruno Meier (Künstler)
Bruno Meier (* 24. März 1905 in Zürich; † 10. Juni 1967 ebenda) war ein Schweizer Künstler und Maler.

## Leben
Meier war als Maler in der Schweiz tätig. Seine Werke, die zwischen 1940 und 1967 entstanden, würden sich auf dem vorgebahnten, altbewährten Weg zwischen Altrealismus und Vorkubismus bewegen. 1965 fand eine umfassende Ausstellung mit 150 Zeichnungen und 85 Gemälden im Zürcher Helmhaus statt.
Meier war mit der Lehrerin Alice Meier verheiratet. Die Stiftung Sammlung CentrePasquArt in der Schweiz erbte von Alice Meier (1914–2009) nicht nur den gesamten Nachlass ihres Künstlergatten Bruno Meier, sondern auch einen Geldbetrag in Höhe von 850'000 Franken.

## Ausstellungen
- 1952: M. Hegetschweiler, Bruno Meier, Eugen Meister, Heinrich Müller, Walter Sutter, A. H. Sigg, Henry Wabel, Heini Waser, Alfred Meyer, Uli Schoop, Kunstmuseum St. Gallen
- 1965: Bruno Meier, Gemälde Zeichnungen ; Mariann Grunder, Plastiken,  Zürcher Kunstgesellschaft, Helmhaus Zürich (mit Katalog)
- 2005: Bruno Meier – Der Künstler und sein Model, CentrePasquArt in Biel
- 2013: Bruno Meier. Stilles Leben, Kunstmuseum Olten (mit Katalog)